# Motai-shuku
Motai-shuku (茂田井宿, Motai-shuku) était une station intermédiaire du Nakasendō durant la période Edo du Japon. Elle était située entre les stations Mochizuki-shuku et Ashida-shuku. Elle se trouve de nos jours dans la ville de Saku, préfecture de Nagano.

## Stations voisines
Nakasendō
Mochizuki-shuku – Motai-shuku – Ashida-shuku